# Хирсень
Хирсень, Хирсені (рум. Hârseni) — село у повіті Брашов в Румунії. Адміністративний центр комуни Хирсень.
Село розташоване на відстані 169 км на північний захід від Бухареста, 47 км на захід від Брашова.

## Населення
За даними перепису населення 2002 року у селі проживали 545 осіб.
Національний склад населення села:
| Національність | Кількість осіб | Відсоток |
| -------------- | -------------- | -------- |
| румуни         | 505            | 92,7%    |
| цигани         | 38             | 7,0%     |

Рідною мовою назвали:
| Мова      | Кількість осіб | Відсоток |
| --------- | -------------- | -------- |
| румунська | 505            | 92,7%    |
| циганська | 38             | 7,0%     |